# Сицилийская вечерня (опера)
Сицили́йская вече́рня (фр. Les vêpres siciliennes) — опера Джузеппе Верди в 5 действиях, 6 картинах, на франкоязычное либретто Шарля Дюверье и Эжена Скриба по их пьесе «Герцог Альба». В основу сюжета положены исторические события — восстание на Сицилии в 1282 году.
Премьера состоялась 13 июня 1855, в Гранд-Опера в Париже.
Вскоре Верди создал также итальянскую версию на либретто Эудженио (по другим источникам - Этторе) Кайми, показанную впервые в пармском Театро Реджио 26 декабря 1855 под названием Джованна ди Гусман, в настоящее время в Италии используется название Сицилийская вечерня (итал. I vespri siciliani) и французский вариант либретто, переведённый на итальянский язык.

## История создания
В 1852 году Верди получил от парижского театра Гранд-опера предложение написать оперу на либретто известного французского драматурга и либреттиста Эжена Скриба (1791—1861). Театр гарантировал Верди выбор певцов для будущей постановки. Либретто «Сицилийской вечерни», написанное Скрибом совместно с Ш. Дюверье (1803—1866), было готово к январю 1854 года. Верди привлекла возможность создать оперу на патриотический сюжет, но, ещё не зная работы Скриба, он относился к ней с сомнением. В итоге композитор был не в восторге от либретто и потребовал от Скриба ряда изменений.«Сицилийская вечерня» была закончена в 1855 году. Премьера, состоявшаяся во время Всемирной парижской выставки 13 июня 1855 года, прошла с успехом.
В основу сюжета Скриб положил один из героических эпизодов прошлого итальянского народа: восстание сицилийцев, известное под названием Сицилийская вечерня. 30 марта 1282 года сицилийцы свергли власть французов, восстав против Карла Анжуйского, сына французского короля Людовика VIII. 
Первоначально Скриб планировал предоставить оперу «Герцог Альба», посвящённое борьбе Нидерландов с испанским владычеством (это либретто предназначалось для Гаэтано Доницетти), но в итоге действие было перенесено в Сицилию. Драматургия Скриба была чужда Верди. В письмах к директору Оперы Луи Кронье Верди выражал недовольство тем, как в либретто изображены итальянцы: по его мнению, образ его соотечественников получился стандартным и даже оскорбительным для них. Однако Верди продолжал работу над оперой. Он стремился подчеркнуть в музыке национальный колорит, просил своих друзей прислать ему сицилийские народные мелодии, собирал исторические справки, документы, в том числе описания народных празднеств. Уже в процессе постановки оперы был добавлен балет «Четыре времени года» в третьем акте: Верди старался следовать традициям парижской «большой оперы». 
В Италии оперу удалось поставить, лишь сменив название и перенеся действие в Португалию: в Парме «Сицилийская вечерня» именовалась «Джованна ди Гусман» и в ней рисовалась борьба португальцев с испанским владычеством. Автором итальянского либретто стал поэт Этторе Кайми. После объединения Италии в 1861 году опера стала ставиться с первоначальным сюжетом.

## Действующие лица
| Роль                                                                       | Голос      |
| -------------------------------------------------------------------------- | ---------- |
| Ги де Монфор, губернатор Сицилии от имени Карла Анжуйского, короля Неаполя | баритон    |
| Сир де Бетюн, французский офицер                                           | бас        |
| Граф де Водемон, французский офицер                                        | бас        |
| Анри (Арриго), молодой сицилиец                                            | тенор      |
| Джованни Прочида, врач-сицилиец                                            | бас        |
| Герцогиня Елена, сестра герцога Фридриха Австрийского                      | сопрано    |
| Нинетта, её горничная                                                      | контральто |
| Даниэли, её слуга                                                          | тенор      |
| Тибо (Тебальдо), французский солдат                                        | тенор      |
| Робер (Роберто), французский солдат                                        | баритон    |
| Менфруа (Манфреди), сицилиец, сторонник Прочиды                            | тенор      |

## Содержание
Опера состоит из пяти актов.
Действие происходит на Сицилии, в 1282 году.

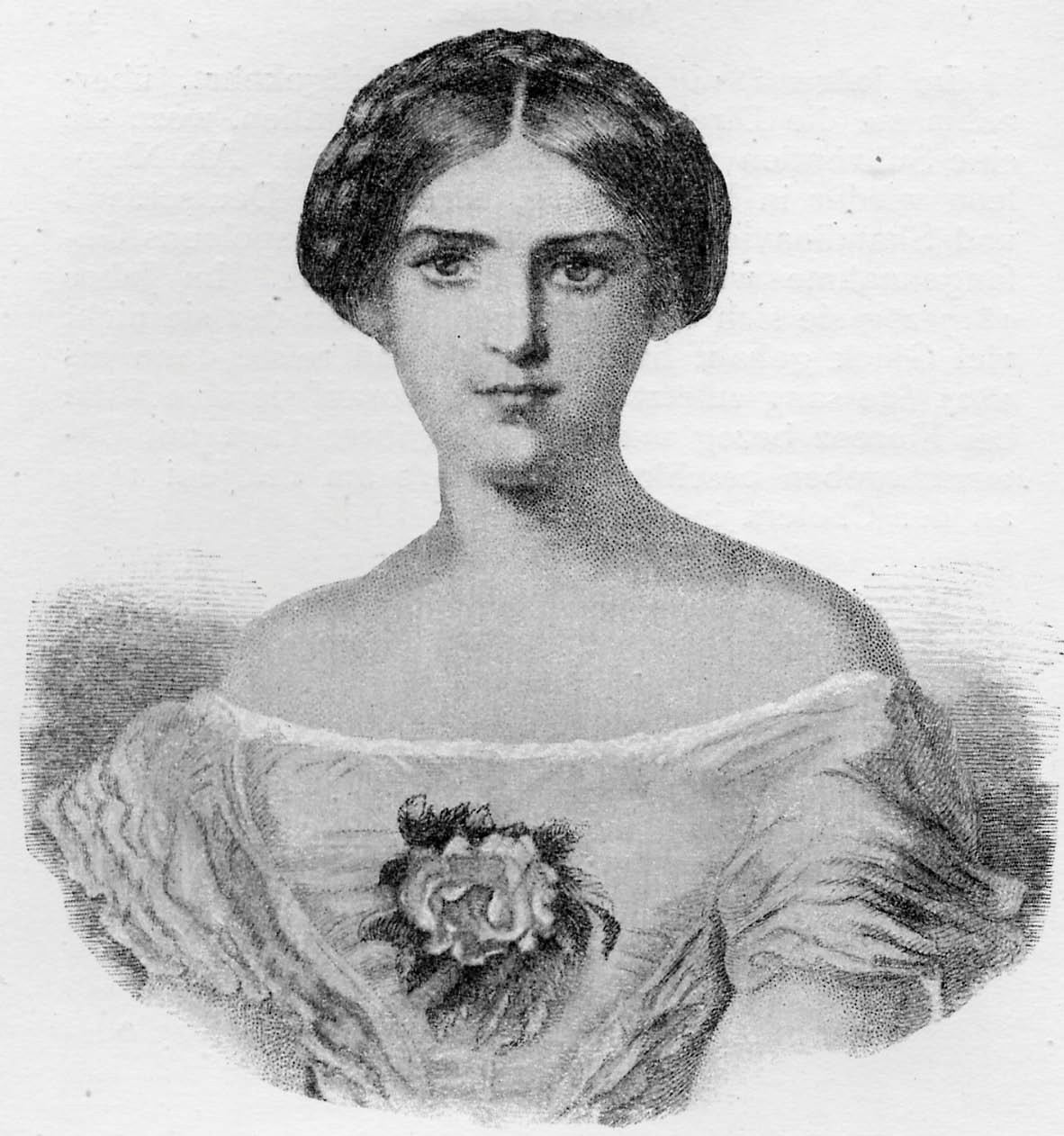
София Крувелли, первая исполнительница роли Елены

### Акт первый
Площадь в Палермо перед резиденцией правителя Сицилии, губернатора графа Ги де Монфора. С тех пор как остров захвачен французами, в городе царят тревога и напряжённость. Сицилийцы ненавидят захватчиков. Рядом с дворцом губернатора — солдатские казармы. Солдаты беспечно пьют вино и веселятся.
Из церкви на площадь выходит юная герцогиня Елена. Она в трауре. Её брат казнён графом де Монфором за неповиновение. Подвыпивший французский солдат Робер, не обращая внимания на скорбный облик девушки, пытается потребовать, чтобы она спела для него. Присутствующие на площади сицилийцы возмущены этим. Сопровождающие Елену горничная Нинетта и её жених Даниэли уже готовы вступиться за свою госпожу, но Елена останавливает их. Что ж, она споет для чужеземца! Девушка поёт о попавших в бурю моряках. Только тот, кто борется, победит!
Не понимая слов песни, французские солдаты продолжают веселиться и напиваться дальше. Тем временем, в сердцах сицилийцев страстный призыв к борьбе вызывает живой отклик, желание взяться за оружие и дать отпор захватчикам.
Неожиданно на крыльце дворца появляется граф де Монфор. Он приказывает очистить площадь. У дворца остаются только Елена с Нинеттой. Презрительным взглядом провожает граф удаляющихся жителей Палермо — им ли, рабам по рождению, сопротивляться власти французов! Граф де Монфор готов уже вернуться во дворец, как вдруг внимание его привлекает юноша, спешащий навстречу Елене и Нинетте. Он прислушивается к разговору молодых людей. Имя Арриго, произнесённое Еленой, вызывает неожиданный интерес графа.
Арриго рассказывает о своём освобождении из тюрьмы. Видимо, Монфор потерял бдительность, если так опрометчиво освободил пылкого юношу, который только и ждёт встречи с тираном, чтобы убить его! Монфор, приблизившись, называет себя. Приказав девушкам удалиться, он внимательно рассматривает отважного Арриго. Оказывается, что тот не убил его тут же лишь потому, что Монфор безоружен. Что ж, это по-рыцарски! «Кто же ты родом?» — спрашивает губернатор. Юноша не знает отца, а имя недавно умершей матери назвать не желает. Монфор и на этот раз прощает дерзость. Более того, ценя смелость и прямоту Арриго, он советует ему вступить в победоносные французские войска. Арриго с возмущением отвергает предложение графа — он никогда не встанет в ряды поработителей своей родины! Умирая, мать благословила его дружбу с казнённым братом герцогини Елены, и он будет свято верен памяти друга. Пусть теперь за это признание губернатор вновь арестует его. Но опять граф проявляет странное великодушие — он отпускает Арриго, советуя ему только не посещать дом герцогини Елены, ибо это может погубить его. Юноша отвергает и этот совет и направляется в сторону дома Елены. С той же странностью ведёт себя Монфор, молча, с нежностью и грустью во взгляде, смотрит он ему вслед.

### Акт второй
Пустынный берег моря близ Палермо. Из причалившей шлюпки на берег выходит Джованни да Прочида. Три года томился он в изгнании. Теперь вернулся, чтобы возглавить восстание и освободить родную землю от французского гнёта. Прочиду встречают друзья. Он говорит о том, что час освобождения близок. Сицилии готов помочь Пётр Арагонский, но нужно поднять на борьбу весь народ. Нужен план действий. Прочида с заговорщиками удаляется в рощу, оставив на берегу Арриго и Елену на случай прибытия опоздавших соратников.
Юноша и девушка давно тайно любят друг друга. Хотя Елена — герцогиня, а Арриго — простой солдат, это не останавливает влюблённых. Происходит объяснение. Тронутая любовной исповедью Арриго, Елена признаётся ему в ответном чувстве. В залог любви юноша клянётся отомстить Монфору за убийство её брата.
Страстное объяснение прерывает появление французских солдат. Они передают Арриго приглашение во дворец Монфора. Но юноша гордо отказывается от высокой чести. Что ж! В таком случае ему придётся подчиниться силе. Арриго уводят.
Возвращается Прочида с друзьями. Он огорчён арестом Арриго, однако медлить нельзя, нужно действовать, и действовать уже сегодня.
Сегодня — день праздника невест. Собирается народ в ярких праздничных костюмах. Двенадцать девушек со своими женихами образуют торжественное шествие. Среди них Нинетта с Даниэли. Звучит искромётная тарантелла. В разгар танца появляются французские солдаты. Им по вкусу молодые сицилийки. Прочида специально подстрекает французов к ухаживанию за невестами, чтобы вызвать гнев молодых крестьян. Следуя праву сильного, солдаты оттесняют женихов. В бешенстве крестьяне бросаются на французских солдат. Цель достигнута — сицилийцы готовы к борьбе.

### Акт третий
Картина первая. Кабинет графа де Монфора. Всесильный губернатор острова в глубоком раздумье. Перед ним письмо женщины, которую он, страстно полюбив двадцать лет назад, принудил выйти за него замуж. Но гордая сицилийка осталась непокорённой до конца. Она бежала от графа с ребёнком на руках, и вот только недавно, предчувствуя скорую смерть и боясь за судьбу сына, написала Монфору, назвав ему его имя: Арриго — сын губернатора. Монфор знает, что Арриго ненавидит его — правителя Сицилии, но он уверен, что доброта и забота отца вернут ему сыновью любовь.
Вводят Арриго. Юноша в недоумении, он негодует на то почтительное внимание, которое ему оказывают во дворце губернатора. Монфор спокойно и доброжелательно объясняет: в том, что Арриго на свободе и сегодня приглашён во дворец, нет ничего странного. Пусть Арриго прочтёт письмо матери. Узнав знакомый почерк, юноша потрясён: он, оказывается, сын тирана! В ужасе отшатывается Арриго от графа, готового открыть объятья своему сыну, и стремительно выбегает из кабинета. В смятении чувств губернатор остаётся один.
Картина вторая. Во дворце губернатора бал-маскарад. В сиянии огней веселятся, танцуют гости, мелькают маски. К Арриго, присутствующему здесь по воле графа, приближаются две маски. Он узнаёт голоса Елены и Прочиды. Заговорщики проникли во дворец, чтобы спасти Арриго и отомстить губернатору. Но им неизвестна тайна Арриго. Арриго в растерянности. Что делать? Друзья успокаивают его: как только Монфор останется без охраны, его настигнет клинок мстителей. Арриго узнает друзей по условному значку, который Елена незаметно прикалывает к груди любимого. Видя приближение Монфора в окружении офицеров, заговорщики скрываются в толпе гостей.
Монфор, отпустив стражу, остаётся наедине с сыном. В душе Арриго смятение, растерянность. Он ненавидит в графе тирана, но Монфор — его отец, спасший ему жизнь, и сейчас он один, без защиты. Не выдержав душевной борьбы, Арриго просит графа покинуть бал: на него готовится покушение! Губернатор успокаивает сына: «Враги не посмеют!» Тогда Арриго показывает условный знак, приколотый у него на груди. В эту минуту их окружают маски. Одна из них — это Елена — заносит кинжал, чтобы поразить графа. В тот же миг Арриго, движимый сыновним чувством, заслоняет собой отца. Общее смятение. Подоспевшей страже Монфор даёт команду взять каждого, у кого приколот такой же знак, как на груди Арриго. Заговорщиков арестовывают, они с презрением отворачиваются от Арриго. Елена бросает ему в лицо страшное слово: «Предатель!» Юноша в отчаянии.

### Акт четвертый
Пользуясь именем графа де Монфора, Арриго проникает в неприступную крепость, где в ожидании казни томятся заговорщики. Арриго ещё не знает, как ему удастся помочь друзьям, как сможет он оправдаться и смыть с себя позор предательства. Из подземелья стражники приводят Елену. Девушка не в силах видеть Арриго, не в силах поверить, что он способен был на такую низость. Только любовь, которую всё ещё она питает к нему, даёт ей силы выслушать его признание в том, что он сын Монфора. Чутким сердцем своим Елена понимает, какие душевные муки терзают сейчас её любимого, и готова простить. В это время приводят Прочиду. Предводитель заговорщиков остаётся твёрд и непреклонен к объяснениям и мольбам Елены. Сейчас, когда Прочида знает, что корабль с оружием и деньгами, посланный Петром Арагонским в помощь Сицилии, уже вблизи острова, он, вождь восстания, по вине Арриго находится в заточении! 
В воротах крепости в окружении приближённых появляется граф де Монфор, пожелавший присутствовать при казни заговорщиков. Он приказывает согнать на площадь народ, чтобы смерть непокорных послужила другим наукой. Арриго бросается к отцу с мольбой помиловать его друзей либо предать его казни вместе с ними. Граф неумолим. Одно только может изменить его решение — публичное признание Арриго в том, что он сын графа. Просьба сына способна смягчить жестокое сердце Монфора. Такое признание означает для Арриго потерю родины, друзей и близких, потерю любимой. Елена заклинает его не соглашаться на условия губернатора. В это время появляются палач и монахи с заупокойными песнопениями. Арриго бросается к ногам Монфора и, называя его отцом, просит о прощении.
Растроганный Монфор принимает в объятия вновь обретённого сына и наследника. Он великодушно дарует жизнь заключенным и, чтобы закрепить мир с сицилийцами, благословляет брак своего сына с герцогиней Еленой. Теперь в растерянности Елена, мятущаяся между любовью к Арриго и своим долгом перед родиной. Однако находящийся рядом Прочида приказывает ей повиноваться воле губернатора.

### Акт пятый
По мраморной лестнице дворца Монфора спускается в подвенечном наряде счастливая Елена — она верит, что мир и благоденствие придут в Сицилию вместе с её счастьем в браке с Арриго. С улыбкой на устах встречает она Прочиду. Но что слышит девушка из уст неумолимого сицилийца: борьба продолжается, пока французы в ожидании празднеств сдали укреплённые посты сицилийцам, заговорщики полностью готовы выступить. Елена в ужасе! Она ведь поклялась Арриго! Но Прочида неумолим: верность родине превыше любых клятв! Как только невеста ответит жениху согласием и дворцовый колокол зазвонит к вечерне, начнётся восстание сицилийцев.
Появляется счастливый Арриго, готовый вести к алтарю свою невесту. Но Елена отказывается от брака, понимая, что, открыв тайну условного колокольного звона, погубит своих друзей-заговорщиков, а, согласившись на брак, погубит любимого. Арриго и Прочида, каждый по-своему, возмущены решением Елены. Появление Монфора со свитой даёт событиям неожиданный поворот. Граф и слышать не желает об отказе Елены — любовь всесильна, она примирит всех! Несмотря на отчаянные просьбы Елены, граф даёт приказ бить в колокол в ознаменование счастливого союза.
С первыми ударами колокола дворец окружают толпы восставших сицилийцев. Смерть угнетателям! Отмщение врагу! С криком: «Отец!» Арриго бросается защитить Монфора. Тщетно взывает к разъярённой толпе Елена. Во главе с Прочидой, призывающим к борьбе, восставшие сицилийцы сметают несчастных и врываются во дворец. Сицилия освобождена!